# Strade statali in Italia (300-399)
- Alcune strade statali ricalcano il percorso di vie consolari romane: sono evidenziate in arancione pallido.

- Altre strade, invece, sono state dismesse dall'ANAS in periodi antecedenti al decreto legislativo n. 112 del 1998 (declassate o cedute a stati confinanti in seguito alla Seconda guerra mondiale): sono evidenziate in verde spento.

- Le strade che, attualmente, non fanno più parte dell'ANAS ma che sono gestite da regioni o province sono contrassegnate dalla dicitura ex davanti al simbolo; c'è però da tenere presente che, per quasi tutte le strade, l'attuale competenza ANAS è ridotta rispetto alla lunghezza originale dell'arteria stessa: le strade che sono in parte gestite dall'ANAS e in parte da altri enti non sono contrassegnate dalla scritta ex.

| Numerazione | Denominazione                            | Lunghezza (km) | Percorso | Periodo                                                | Localizzazione                |
| ----------- | ---------------------------------------- | --- | --- | ------------------------------------------------------ | ----------------------------- |
|             | del Passo di Gavia                       | 43,775 | Innesto con la SS 38 a Bormio - Passo di Gavia - Innesto con la SS 42 a Ponte di Legno | 1960-2001, 2021-                                       | Lombardia                     |
|             | del Foscagno                             | 36,939 | Innesto con la SS 38 presso Bormio - Livigno | 1960-                                                  | Lombardia                     |
|             | Brisighellese Ravennate                  | 118,335 | Firenze - Borgo San Lorenzo - Marradi - Brisighella - Faenza - Innesto con la SS 253 presso Russi                                                                                                  | 1960-2001                                              | Toscana, Emilia-Romagna       |
|             | del Formicoso                            | 20,084 | Innesto con la SS 90 al Bivio Mirabella Eclano - Frigento - Innesto con la SS 425 presso Guardia Lombardi                                                                                          | 1960-                                                  | Campania                      |
|             | di Cesena                                | 13,298 | Innesto con la SS 16 a Cesenatico - Macerone - Casone - Innesto con la SS 9 a Cesena | 1961-2001                                              | Emilia-Romagna                |
|             | di Redipuglia                            | 18,177 | Innesto con la SS 56 presso il ponte Judrio - Sagrado - Redipuglia - Innesto con la SS 14 presso Monfalcone                                                                                        | 1961-2008                                              | Friuli-Venezia Giulia         |
|             | Casolana Riolese                         | 48,389 | Innesto con la SS 9 a Castel Bolognese - Riolo Terme - Casola Valsenio - Palazzuolo sul Senio - Innesto con la SS 302 a Marradi                                                                    | 1961-2001                                              | Emilia-Romagna, Toscana       |
|             | del Santo già di Camposampiero           | 26,410 | Padova - Camposampiero - Innesto con la SS 245 presso Resana | 1962-2001                                              | Veneto                        |
|             | del Santo                                | 13,600 | Innesto con la Tangenziale Est presso Padova - San Michele delle Badesse | ?-2001                                                 | Veneto                        |
|             | di Fondo Valle Taro                      | 24,850 | Innesto con la SS 62 presso Fornovo - Citerna - Selva del Bocchetto - Solignano - Valmozzola - Ghiare di Berceto - Innesto con la SS 523 presso Groppo San Giovanni                                | 1962-2001, 2021-                                       | Emilia-Romagna                |
|             | Romea                                    | 126,770 | Innesto con la SS 309 dir presso Ravenna - Porto Garibaldi - Pomposa - Mesola - Taglio di Po - Contarina - Rosolina - Chioggia - Innesto con l'A57 presso Marghera                                 | 1962-                                                  | Emilia-Romagna, Veneto        |
|             | Romea                                    | 5,200 | Innesto con la SS 309 in località Lo Stabbiale presso Ravenna - Innesto con la SS 16 in località Ponte La Canala                                                                                   | 1981-                                                  | Emilia-Romagna                |
|             | del Bidente                              | 89,800 | Innesto con la SS 70 in località Campaldino - Pratovecchio - Stia - Passo della Calla - Santa Sofia - Galeata - Civitella di Romagna - Innesto con la SS 9 presso Forlì                            | 1962-2001                                              | Toscana, Emilia-Romagna       |
|             | Nepesina                                 | 21,837 | Innesto con la SS 2 al km 41+680 - Nepi - Civita Castellana - Innesto con la SS 3 al km 56+534 | 1962-2002                                              | Lazio                         |
|             | Castrense                                | 40,568 | Innesto con la SS 1 presso Montalto di Castro - Canino - Valentano - Innesto con la SS 74 presso il bivio Latera (km 41+568)                                                                       | 1962-2002                                              | Lazio                         |
|             | di Passo Corese                          | 58,250 | Innesto con la SS 4 presso Passo Corese - Poggio Mirteto scalo - Galantina - Configni - Lugnola - Innesto con la SS 3 a Terni                                                                      | 1962-2002                                              | Lazio, Umbria                 |
|             | Licinese                                 | 40,908 | Innesto con la SS 4 presso il ponte Buida - Orvinio - Innesto con la SS 5 tra Mandela e Vicovaro (km 40+908)                                                                                       | 1962-2002                                              | Lazio                         |
|             | di Magliano Sabina                       | 17,642 | Innesto con la SS 3 presso Magliano Sabina - Innesto con la SS 204 presso Orte | 1962-2002                                              | Lazio                         |
|             | dei Monti Martani                        | 41,515 | Innesto con la SS 75 presso Foligno - Osteria del Bastardo - Massa Martana - Innesto con la SS 3 bis alla stazione di Massa Martana                                                                | 1962-2001                                              | Umbria                        |
|             | Marscianese                              | 59,450 | Innesto con la SS 79 bis in località Colonnetta di Prodo - Marsciano - Montebello - Murelli - Innesto con la SS 75 bis in località Pallotta presso Perugia                                         | 1962-2001                                              | Umbria                        |
|             | di Valfabbrica                           | 6,010 | 1° tronco: Innesto con la SS 3 bis presso Lidarno - Innesto con la SS 318 var | 1962-                                                  | Umbria                        |
| 15,621      | di Valfabbrica                           | 2° tronco: Innesto con la SS 318 var - Innesto con la SS 76 a Osteria del Gatto                                       | | 1962-                                                  | Umbria                        |
|             | di Valfabbrica                           | 15,268 | Svincolo di Pianello - Svincolo di Casacastalda | 2016-                                                  | Umbria                        |
|             | di Valfabbrica                           | 2,056 | Innesto con la SS 318 presso Sant'Egidio - Torchiagina | 2004-                                                  | Umbria                        |
|             | Sellanese                                | 26,770 | Innesto con la SS 77 a Casenove di Foligno - San Lazzaro - Sellano - Innesto con la SS 209 a Borgo Cerreto                                                                                         | 1962-2001                                              | Umbria                        |
|             | di Cascia                                | 12,287 | Innesto con la SS 685 presso Serravalle (km 28+600) - Innesto con la SS 471 presso Cascia (km 0+000)                                                                                               | 1962-2001 2018-                                        | Umbria                        |
|             | di Cascia                                | 5,400 | Innesto con la SS 320 a Cascia - Roccaporena | 1963-2001                                              | Umbria                        |
|             | del Polacco                              | 36,330 | Innesto con la SS 146 a Chiusi - Cetona - Le Piazze - San Casciano dei Bagni - Innesto con la SS 2 al bivio Polacco                                                                                | 1962-2001                                              | Toscana                       |
|             | delle Collacchie                         | 99,503 | Innesto con la SS 1 presso Follonica - Castiglione della Pescaia - Marina di Grosseto - Scansano - Innesto con la SS 74 a Manciano                                                                 | 1962-2001                                              | Toscana                       |
|             | Monte Amiata                             | 106,780 | Innesto con la SS 2 presso il ponte sul fiume Orcia - Ansedonia - Scansano - Innesto con la SS 74 in località Barca del Grazi                                                                      | 1962-2001                                              | Toscana                       |
|             | del Passo delle Radici                   | 108,942 | Innesto con la SS 64 presso Silla - Lizzano in Belvedere - Fanano - Sestola - Montecreto - Riolunato - Pievepelago - Castelnuovo di Garfagnana                                                     | 1962-2001                                              | Emilia-Romagna, Toscana       |
|             | di Val di Setta e Val di Bisenzio        | 92,600 | Innesto con la SS 64 presso Sasso Marconi - Castiglione dei Pepoli - Prato - Innesto con la SS 67 a Signa                                                                                          | 1962-2001                                              | Emilia-Romagna, Toscana       |
|             | di Rapolano                              | 27,545 | Innesto con la SS 73 presso Colonna del Grillo - Innesto con il RA 6 presso Bettolle | 1962-2008                                              | Toscana                       |
|             | di Foiano                                | 29,800 | Innesto con la SS 73 in località Pieve al Toppo - Foiano della Chiana - Bettolle - Pino - Innesto con la SS 326 a Torrita di Siena                                                                 | 1962-2001                                              | Toscana                       |
|             | della Versilia                           | 30,000 | Innesto con la SS 1 a Viareggio - Forte dei Marmi - Innesto con la SS 1 presso Marina di Carrara                                                                                                   | 1962-1966                                              | Toscana                       |
|             | del Passo di Bocca di Valle              | 42,360 | Innesto con la SS 1 (Podere il Bambolo) - Castagneto Carducci - Passo Bocca alla Valle - Canneto - Serrazzano - Innesto con la SS 439 nei pressi di Bagno La Perla                                 | 1962-2001                                              | Toscana                       |
|             | di Buonviaggio                           | 9,297 | Migliarina di La Spezia - Innesto con la SS 62 a Caprigliola | 1962-2001 2018-                                        | Liguria, Toscana              |
|             | di Lerici                                | 0,575 | Innesto con la SS 432 a Romito - Innesto con la SS 1 in località ponte sul Magra | 1962-2001 2018-                                        | Liguria                       |
|             | di Levanto                               | 15,047 | Innesto con la SS 1 in località Baracca presso il Passo del Bracco - Levanto | 1962-1990                                              | Liguria                       |
|             | di Uscio                                 | 19,687 | Innesto con la SS 1 a Recco - Uscio - Innesto con la SS 225 a Gattorna | 1962-2001                                              | Liguria                       |
|             | del Sassello                             | 27,080 | Albissola Marina - Confine con la regione Piemonte | 1962-2001 2018-                                        | Liguria                       |
|             | di Bardonecchia                          | 12,485 | Innesto con la SS 24 presso Ulzio - Bardonecchia | 1962-                                                  | Piemonte                      |
|             | di Bardonecchia                          | 2,800 | Innesto con la SS 24 in località Ponte Ventoso - Innesto con la SS 335 a Ponte Baume | 1965-                                                  | Piemonte                      |
|             | dell'Aeroporto della Malpensa            | 26,634 | Svincolo con l'A8 presso Busto Arsizio - Cardano al Campo - Aeroporto della Malpensa - Somma Lombardo - Innesto con la SS 32 presso Varallo Pombia                                                 | 1962-                                                  | Lombardia, Piemonte           |
|             | Diramazione per Aeroporto della Malpensa | 28,000 | Innesto con la SS 336 (km 10+750) presso Somma Lombardo - Innesto con la ex SS 11 presso Magenta                                                                                                   | 2010-                                                  | Lombardia                     |
|             | dell'Aeroporto della Malpensa            | 2,200 | Innesto con la SS 336 dir - Innesto con la SS 341 presso Lonate Pozzolo | 2011-                                                  | Lombardia                     |
|             | Superstrada Malpensa 2000                | 36 | A8 Busto Arsizio- A4 Magenta | 1990 (primo tratto aperto)                             | Lombardia                     |
|             | della Val Vigezzo                        | 27,220 | Innesto con la SS 33 presso Masera - Santa Maria Maggiore - Confine di stato con la Svizzera al ponte sul torrente Ribellasca                                                                      | 1962-                                                  | Piemonte                      |
|             | di Mongrando                             | 25,485 | Innesto con la SS 142 in Biella - Mongrando - Innesto con la SS 228 a Bollengo | 1962-2001                                              | Piemonte                      |
|             | di Cengio                                | 39,504 | Innesto con la SS 29 a Cortemilia - Gisuole - Monesiglio - Cengio - Innesto con la SS 28 bis a Millesimo                                                                                           | 1962-2001                                              | Piemonte, Liguria             |
|             | Regina                                   | 50,477 | Como - Menaggio - Confine di stato con la Svizzera a Oria | 1962-                                                  | Lombardia                     |
|             | Regina                                   | 29,258 | Innesto con la SS 340 a Menaggio - Dongo - Gravedona - Innesto con la SS 36 presso Pian di Spagna                                                                                                  | 1962-                                                  | Lombardia                     |
|             | Gallaratese                              | 25,530 | Novara - Galliate - Innesto con la SS 33 a Gallarate | 1962-                                                  | Piemonte, Lombardia           |
| var         | Variante di Samarate                     | 8,200 | Vanzaghello-Gallarate | in costruzione il tratto della "bretella di Gallarate" | Lombardia                     |
|             | Briantea                                 | 76,860 | Treviolo (innesto con la SS 470 (nuovo tracciato) - Calco (innesto con la SS 342 dir) - Lurago d'Erba - Como - Montano Lucino - Varese                                                             | 1962-                                                  | Lombardia                     |
|             | Briantea                                 | 9,650 | Innesto con la SS 342 a Calco - Usmate | 1990-2001                                              | Lombardia                     |
|             | Asolana                                  | 75,307 | Innesto con la SS 9 a Parma - Colorno - Casalmaggiore - Asola - Innesto con la SS 668 a Montichiari                                                                                                | 1962-2001 2021-                                        | Emilia-Romagna, Lombardia     |
|             | di Porto Ceresio                         | 1,762 | Induno Olona - Arcisate | 1962-                                                  | Lombardia                     |
| 5,212       | di Porto Ceresio                         | Bisuschio - Confine di stato con la Svizzera a Porto Ceresio                                                          | | 1962-                                                  | Lombardia                     |
|             | Variante di Arcisate e Bisuschio         | 4,650 | Innesto a rotatoria con la SP Tangenziale di Arcisate - Innesto a rotatoria con la SS 344 a Bisuschio                                                                                              | 2016-                                                  | Lombardia                     |
|             | Porto Ceresio-Luino                      | 19,119 | Innesto con la SS 344 a Porto Ceresio - Luino | ?                                                      | Lombardia                     |
|             | delle Tre Valli                          | 94,462 | Innesto con la SS 347 presso Brescia - Gardone - Passo di Maniva - Passo di Croce Domini - Svicnolo con la SS 42 presso Cividate Camuno                                                            | 1962-2001                                              | Lombardia                     |
|             | del Passo di San Pellegrino              | 13,163 | Innesto con la SS 48 alla variante all'abitato di Moena - Passo San Pellegrino - Confine con la regione Veneto                                                                                     | 1962-                                                  | Trentino-Alto Adige           |
|             | del Passo Cereda e Passo Duran           | 11,780 | Innesto con la SS 50 a Fiera di Primiero - Passo Cereda - Confine con la regione Veneto | 1962-                                                  | Trentino-Alto Adige           |
|             | Feltrina                                 | 53,804 | Innesto con la SS 53 a Treviso - Cornuda - Innesto con la SS 50 a Feltre | 1962-2001                                              | Veneto                        |
|             | di Val D'Assa e Pedemontana Costo        | 45,768 | Trento (Innesto ex SS 12) - passo Vezzena - Confine con la regione Veneto | 1962-                                                  | Trentino-Alto Adige           |
|             | di Val D'Assa e Pedemontana Costo        | 2,930 | Innesto con la SS 349 in località Lavarone Chiesa - Innesto con la SS 350 in località Nosellari | 1970-                                                  | Trentino-Alto Adige           |
|             | di Folgaria e Val d'Astico               | 45,768 | Innesto con la SS 12 a Calliano - Folgaria - Confine con la regione Veneto | 1962-                                                  | Trentino-Alto Adige           |
|             | di Cervignano                            | 24,443 | Innesto con la SS 56 a Gorizia - Gradisca - Innesto con la SS 14 a Cervignano del Friuli | 1962-2008                                              | Friuli-Venezia Giulia         |
|             | di Grado                                 | 40,416 | Innesto con la SS 56 in località Paparotti presso Udine - Palmanova - Cervignano - Aquileia - Grado                                                                                                | 1962-2008                                              | Friuli-Venezia Giulia         |
|             | della Bassa Friulana                     | 28,500 | Udine - Pozzuolo del Friuli - Innesto con la SS 14 a Muzzana | 1962-2008                                              | Friuli-Venezia Giulia         |
|             | di Lignano                               | 14,800 | Innesto con la SS 14 a Crosere di Latisana - Lignano Bagni | 1962-2008                                              | Friuli-Venezia Giulia         |
|             | Val Degano                               | 49,350 | Innesto con la SS 52 a Villa Santina - Comeglians - Cima Sappada - Innesto con la SS 52 a Santo Stefano di Cadore                                                                                  | 1962-2008                                              | Friuli-Venezia Giulia, Veneto |
|             | di Cividale                              | 46,150 | Innesto con la SS 13 presso Magnano - Cividale del Friuli - Innesto con la SS 56 a Cormons | 1962-2008                                              | Friuli-Venezia Giulia         |
|             | di Fornovo                               | 19,762 | Innesto con la SS 9 in località Ponte Recchio presso Castelguelfo - Medesano - Innesto con la SS 62 a Fornovo di Taro                                                                              | 1962-2001                                              | Emilia-Romagna                |
|             | di Castelnovo                            | 34,617 | Innesto con la SS 63 a Cadelbosco - Castelnovo di Sotto - Poviglio - Boretto - Fiume Po - Viadana - Innesto con la SS 343 a Casalmaggiore                                                          | 1962-2001                                              | Emilia-Romagna, Lombardia     |
|             | di Salsomaggiore e di Bardi              | 92,000 | Innesto con la SS 9 a Fidenza - Salsomaggiore - Pellegrino Parmense - Caserma - Bardi - Bedonia | 1962-2001                                              | Emilia-Romagna                |
|             | Arceviese                                | 62,223 | Innesto con la SS 16 a Senigallia - Confine con la regione Umbria | 1962-2001 2018-                                        | Marche                        |
|             | Septempedana                             | 35,650 | 1° tronco: Innesto con la ex SS 77 a Villa Potenza - Innesto con la ex SS 256 a Castel Raimondo - Innesto con la SS 3 presso Nocera Umbra                                                          | 1962-2001 2018-                                        | Umbria, Marche                |
| 37,296      | Septempedana                             | 2° tronco: Innesto con la ex SS 256 a Castel Raimondo - Innesto con la SS 3 presso Nocera Umbra                       | | 1962-2001 2018-                                        | Umbria, Marche                |
|             | Jesina                                   | 33,373 | Innesto con la SS 76 presso Minonna di Jesi - Innesto con la SS 361 a Villa Potenza | 1962-2001 2018-                                        | Marche                        |
|             | di Guardiagrele                          | 19,400 | Innesto con la SS 84 presso la Croce di Sant'Eusanio - Incrocio con la SS 81 - Guardiagrele - Innesto con la SS 263 a Bocca di Valle                                                               | 1962-2001                                              | Abruzzo                       |
|             | di Atessa                                | 47,700 | Innesto con la SS 16 presso la stazione di Casalbordino - Casalbordino - Atessa - Colledimezzo | 1962-2001                                              | Abruzzo                       |
|             | di Bisenti                               | 34,600 | Innesto con la SS 81 a Villa Vomano - Bisenti - Castiglione Messer Raimondo - Innesto con la SS 81                                                                                                 | 1962-2001                                              | Abruzzo                       |
|             | di Agerola                               | 30,570 | Innesto con la SS 145 presso Castellammare di Stabia - Gragnano - Agerola - Innesto con la SS 163 presso Conca dei Marini                                                                          | 1962-2001                                              | Campania                      |
|             | Nolana Sarnese                           | 26,557 | Innesto con la SS 7 bis presso Bivio Nola - Palma Campania - Sarno - San Valentino - San Marzano - Innesto con la SS 18 presso Bivio Angri                                                         | 1962-2001                                              | Campania                      |
|             | del Lago Laceno                          | 19,150 | Innesto con la SS 164 presso Montella - Bagnoli - Anello del Lago Laceno | 1962-2001                                              | Campania                      |
|             | Appulo Fortorina                         | 7,200 | Innesto con la SS 17 presso Volturara Appula - Confine con la regione Campania | 1962-2001 2018-                                        | Puglia                        |
|             | Litoranea delle Cinque Terre             | 60,000 In esercizio km 18+737                                                                                         | Innesto con la SS 1 entro La Spezia - Innesto con la SS 1 presso Sestri Levante | 1962-2001                                              | Liguria                       |
|             | Litoranea delle Cinque Terre             | 1,299 | Innesto con la SS 370 al km 14+547 - Abitato di Manarola | 1963-2001                                              | Liguria                       |
|             | della Valle del Sabato                   | 10,826 | Innesto con la SS 88 presso lo scalo di Altavilla Irpina - Tufo - Innesto con la SS 7 a Pratola Serra                                                                                              | 1962-2001                                              | Campania                      |
|             | Telesina                                 | 71,140 | Innesto con l'Autostrada A1 presso il casello di Caianello - Svincolo per Piedimonte Matese - Svincolo per Telese - Svincolo con il RA 9 a Benevento sud                                           | 1962-                                                  | Campania                      |
|             | di Ravello                               | 5,300 | Innesto con la SS 163 ad Amalfi - Ravello | 1962-2001                                              | Campania                      |
|             | di Summonte e di Montevergine            | 36,270 | Innesto con la SS 7 bis a Torelli presso Avellino - Mercogliano - Ospedaletto - Summonte - Roccabascerana - Valle Caudina - San Martino - Cervinara - Rotondi - Innesto con la SS 7 presso Paolisi | 1962-2001                                              | Campania                      |
|             | di Montevergine                          | 11,000 | Innesto con la SS 274 ad Ospedaletto - Santuario di Montevergine | 1962-2001                                              | Campania                      |
|             | Gildonese                                | 12,210 | Innesto con la SS 87 a Campobasso - Ponte Scarafone - Innesto con la SS 17 presso Gildone | 1962-2001                                              | Molise                        |
|             | dei Tre Titoli                           | 40,570 | Innesto con la SS 87 presso Stazione F.S. di Bonefro - Santa Croce di Magliano - Innesto con la SS 16 ter a Serracapriola                                                                          | 1962-2001                                              | Molise, Puglia                |
|             | delle Grotte                             | 47,324 | Innesto con la SS 16 a Monopoli - Castellana - Putignano - Noci - Innesto con la SS 100 a Mottola                                                                                                  | 1962-2001                                              | Puglia                        |
|             | di Altamura                              | 59,679 | Innesto con la SS 16 a Trani - Corato - Parisi - Altamura | 1962-2001                                              | Puglia                        |
|             | Egnazia e delle Terme di Torre Canne     | 51,020 | Svincolo con la SS 16 a Fasano - Torre Spaccata - Masseria Caputo - Innesto con la SS 16 a Brindisi                                                                                                | 1962-                                                  | Puglia                        |
|             | dei Tre Confini                          | 11,383 | Innesto con la SS 7 al km 562+140 - Innesto con la SS 175 al km 19+600 | 1962-2001                                              | Basilicata                    |
|             | del Passo delle Crocelle e di Valle Cupa | 58,930 | Innesto con la SS 93 presso Atella - Ponte Vonchia - Bivio San Fele - Passo delle Crocelle - Bivio per Bella - Laviano - Innesto con la SS 91 al km 81+100                                         | 1962-2001                                              | Basilicata, Campania          |
|             | di Chiaravalle                           | 22,675 | Innesto con la SS 181 - Palermiti - Centrache - Olivadi - San Vito sullo Jonio - Innesto con la SS 182 a Chiaravalle Centrale                                                                      | 1962-2002                                              | Calabria                      |
|             | di Mandatoriccio                         | 18,103 | Innesto con la SS 108 ter presso casa cantoniera Montagna - Mandatoriccio - Innesto con la SS 106 presso la stazione di Mandatoriccio                                                              | 1962-2002                                              | Calabria                      |
|             | di Girifalco                             | 20,000 | Innesto con la SS 106 presso Marina di Catanzaro - Borgia - Innesto con la SS 181 a Girifalco | 1962-2002                                              | Calabria                      |
|             | di Palagonia                             | 55,150 | Innesto con la SS 194 presso Bivio Jazzotto - Palagonia - Innesto con la SS 124 al Bivio San Bartolomeo                                                                                            | 1962-                                                  | Sicilia                       |
|             | di Ribera                                | 40,620 | Innesto con la SS 188 presso Chiusa Sclafani - San Carlo - Burgio - Villafranca Sicula - Calamonaci - Innesto con la SS 115 a Ponte Verdura                                                        | 1962-                                                  | Sicilia                       |
|             | del Gerrei                               | 89,960 | Cagliari - Monserrato - Serdiana - Sant'Andrea Frius - San Nicolò Gerrei - Ballao - San Vito - Innesto con la ex SS 125 presso Muravera                                                            | 1962-                                                  | Sardegna                      |
|             | del Tirso e del Mandrolisai              | 58,429 | Oristano (fine del centro abitato) - Simaxis - Ollastra - Villanova Truschedu - Fordongianus - Ortueri - Innesto con la SS 128 (km 100+000) a Ponte Tittiri                                        | 1962-                                                  | Sardegna                      |
|             | di Buddusò e del Correboi                | 96,955 | 1º tronco: Innesto con la NSA 319 presso Monti - Alà dei Sardi - Buddusò - Cantoniera Sos Vacos - Bitti - Innesto con la SS 131 racc presso Nuoro                                                  | 1962-                                                  | Sardegna                      |
| 8,000       | di Buddusò e del Correboi                | 2º tronco: Innesto con la SS 389 var presso Bivio Villagrande - Innesto con la SS 198 al Bivio Carmine presso Lanusei | | 1962-                                                  | Sardegna                      |
|             | Nuoro-Lanusei                            | 50,640 | Svincolo di Perdas Arbas con la circonvallazione sud di Nuoro - Innesto con la SS 389 (km 171+200) al bivio di Villagrande                                                                         | 2011-                                                  | Sardegna                      |
|             | di Buddusò e del Correboi                | 10,844 | Innesto con la SS 389 a Buddusò - Innesto con la SS 128 bis (km 43+800) | 1962-                                                  | Sardegna                      |
|             | di Buddusò e del Correboi                | 6,674 | 1º tronco: Innesto con la SS 389 var - Fonni | 1962-                                                  | Sardegna                      |
| 10,300      | di Buddusò e del Correboi                | 2º tronco: Fonni - Innesto con la SS 128 presso il Lago di Gusana                                                     | | 1962-                                                  | Sardegna                      |
|             | di Bari Sardo                            | 14,874 | Innesto con la SS 198 a Lanusei - Loceri - Innesto con la SS 125 a Bari Sardo | 1962-                                                  | Sardegna                      |
|             | di Elmas                                 | 0,757 | Innesto con la SS 130 - Aeroporto di Elmas | 1962-                                                  | Sardegna                      |
|             | del Lago del Coghinas                    | 30,550 | Tempio Pausania (fine centro abitato) - Oschiri | 1962-                                                  | Sardegna                      |
|             | di Villastellone                         | 17,870 | Innesto con la SS 29 a Moncalieri - Villastellone - Innesto con la SS 20 al bivio di Borgo Salsasio                                                                                                | 1962-2001                                              | Piemonte                      |
|             | del Verbano Orientale                    | 47,066 | Varese - Mesenzana - Luino - Confine di Stato con la Svizzera a Zenna | 1962-2001                                              | Lombardia                     |
|             | del Verbano Orientale                    | 4,400 | Innesto con la SS 394 presso Cittiglio - Laveno | 1997-2001                                              | Lombardia                     |
|             | del Passo di Cerro                       | 18,368 | Innesto con la SS 3 in Spoleto - Innesto con la SS 209 in Piedipaterno | 1962-2001                                              | Umbria                        |
|             | di Norcia                                | 6,320 | Innesto con la SS 320 in località Serravalle - Norcia | 1962-2001                                              | Umbria                        |
|             | di Montemolino                           | 13,750 | Innesto con la SS 317 a Marsciano - Fratta Todina - Innesto con la SS 3 bis presso Montemolino | 1962-2001                                              | Umbria                        |
|             | Via Val di Cornia                        | 44,400 | Innesto con la SS 439 (km 142+000) - Innesto con la SS 1 (km 244+311) presso Campiglia Marittima - Piombino (bivio di Montegemoli)                                                                 | 1962-                                                  | Toscana                       |
|             | di Calitri                               | 19,860 | Innesto con la SS 303 - Calitri - Stazione di Calitri - ponte sull'Ofanto - Innesto con la SS 7 | 1962-2001                                              | Campania                      |